# ルレオ空港
ルレオ空港（英語: Luleå Airport）は、スウェーデン王国ノールボッテン県ルレオに所在する地方空港。この他、非公式には周辺地帯の名称でもある旧称のカラックス（sv:Kallax）が用いられたり、地域住民によって便宜的にLuleå Flygstationが用いられることもある。

## 歴史
空港は1941年に軍用飛行場として建設され、1944年9月11日に民間交通に開放される。
1990年代初頭からはノルダヴィア社がロシアのムルマンスク行き航路を設ける。しかし、2006年にロシア製航空機が欧州連合による騒音公害の規制にかかり、同年5月にバレンツ・エアリンク社（en:Barents AirLink）が航路を引き継いだが2007年に休止する。長距離重貨物便の誘致を目的に2000年頃から滑走路の延長工事が始まり、現在ではスウェーデン国内で最も長い滑走路となっている。これにより各都市間便のための給油拠点として活用される。例として東京～パリ間のフライトでは中国上空経由よりも経路を短縮できた。2009年4月から大韓航空社貨物事業はアジア向けにノルウェー産のサケを空輸するため仁川国際空港航路を開設する。

## 就航航空会社

### 旅客便
| 航空会社                          | 就航地                                                             |
| --------------------------------- | ------------------------------------------------------------------ |
| BRAブラーテンス・リージョナル航空 | 季節運航： パルマ・デ・マヨルカ、ロドス                            |
| ヨンエアー                        | パヤラ                                                             |
| ノルウェー・エアシャトル          | ストックホルム・アーランダ                                         |
| ライアンエアー                    | ストックホルム・アーランダ                                         |
| スカンジナビア航空                | イェーテボリ、ストックホルム・アーランダ 季節チャーター便： ロドス |
| トランサヴィア                    | 季節運航： パリ・オルリー                                          |

### 貨物便
| 航空会社             | 就航地 |
| -------------------- | ------ |
| アマポーラ・フリーグ | ウメオ |

## 配置部隊
- 第21航空団